# ブラジル中央銀行フォルタレザ支店金庫破り事件
ブラジル中央銀行フォルタレザ支店金庫破り事件（ブラジルちゅうおうぎんこうフォルタレザしてんきんこやぶりじけん　英:Banco Central burglary at Fortaleza）は、2005年8月6日にブラジルのセアラ州フォルタレザ市にあるブラジル中央銀行の支店金庫で起きた盗難事件。約1億6000万レアルという被害額はギネス世界記録にも認定されていたほど高額な、金融機関を狙った侵入盗事件の一つである。
事件後、関与したと思われる25人のうち2005年末までに逮捕されたのは僅か8人で、回収されたお金は2000万レアルに過ぎない。ただし、2014年4月までに犯行グループ36人のうち27人までが逮捕（1名は死亡済）されている。なお、犯行グループのうち幾人かは誘拐事件の被害者になったと考えられており、その1人であるルイス・フェルナンド・リベイロは身代金が支払われた後、誘拐犯によって殺害された。犯人逮捕やお金の回収、加害者への誘拐殺人についても捜査継続中だが、依然として大半は行方がつかめていない。

## 事件の概要
2005年8月6日の土曜日、犯行グループがトンネルを掘って銀行内に入り、50レアル紙幣のコンテナ5箱となる推定1億6470万レアル（日本円換算で約76億円）、重さ約3.5トンを持ち去った。お金は無保険で、銀行の広報担当者は（中央銀行のセキュリティを考慮すれば）その保険料を正当化するにはリスクが小さすぎると述べた。この泥棒達は銀行の内部警報およびセンサーを何とかして回避または無効にした。事件が週末に起きたこともあり、銀行が営業を開始する次の月曜日までこの金庫破りは発見されずじまいだった。
ブラジル中央銀行は、同国の中央銀行としてマネーサプライ管理を担当している。金庫内のお金は、再循環させるか廃棄処理するべきかを判断するため調査される予定のものだった。古い紙幣で記番号が順番に並んでいないので、追跡することがほぼ不可能になってしまった。

### 計画
金庫破りの3ヶ月前、犯行グループは市の中心部に商業用物件を借りて、銀行の下の位置まで都市ブロック2区画に及ぶ78ｍのトンネルを掘った。犯行グループはこの物件を改装し、天然芝や人工芝および植物を販売する造園会社の看板を掲げていた。犯行グループが6-10人の男性で構成されていると推定した隣人達は、日々取り除かれる土壌を積載したバン (自動車)をどれほど目撃したかを語るも、これが通常のビジネス活動だと解釈していた。約70cmの正方形で地下4mを走るトンネルは、崩落を防ぐため木製の梁やモルタルセメントで補強されており、独自の照明や空調設備まで備えつけられていた。

### 実行
いよいよ週末に、犯行グループは1.1mに及ぶ鉄筋コンクリートを突き破って銀行の金庫に入った。盗られた金額と重量から、お金を持ち去って搬送するにはかなりの時間がかかった筈である。

## 捜査
「この造園会社は3月から稼働しており、奴らは数ヶ月にわたって作業していた」と警察は発表した。犯行グループがGPSを含む先進機器を持っていたことや、数学、工学、発掘の専門家がいたことにも警察は言及した。実際、後に逮捕された受刑者の1人が専門的な工学知識を持つ人物だったと報じられている。
警察は、犯行グループの賃貸物件で合成芝のブランド(Grama Sintética)ロゴを付けたトラックを発見した。コンクリート障壁を貫通するために使用された、ボルトカッター、発炎バーナー、電気ノコギリなどの道具は、金庫内部と無人物件の両方で発見された。その物件は指紋を避けるために生石灰で覆われていた。

### 容疑者
ブラジル連邦警察は、フォルタレザにて金庫破りと車の再販業者との間に繋がりがあるのかを捜査している。2005年8月10日、ミナスジェライス州の軍警察 (ブラジル)は州都ベロオリゾンテ近郊で車両運搬トラックを運転していた男性2名を逮捕した。輸送中のピックアップトラック3台の中から3万レアル超が回収された。
2005年9月28日、男性5人が約522万レアルと共に逮捕され、トンネルの掘削を手伝ったと警察に伝えた。18人の容疑者がまだ残っている。検察官は、この犯行グループが国外に逃亡およびお金を持ち出すため金庫破りの数日前に小型飛行機を借りようとして失敗したと述べた。
2005年10月20日、首謀者の一人ルイス・フェルナンド・リベイロ(26)の遺体がリオデジャネイロの西320kmの路上で発見された。彼は7回撃たれ、手首に手錠の跡があった。ミナスジェライス州の警察当局者によれば「事件は間違いなく金庫破りが原因」とされた。事件後、リベイロはフォルタレザからサンパウロに逃亡して、2005年10月7日に誘拐された。彼の家族が身代金89万レアルを払ったが、彼は解放されなかった。警察官がこの誘拐殺人に関与した兆候があり、うち3人が逮捕された。
2005年10月28日、金庫破り事件に関与した元警備員と関わりのある人物が8.5万レアルと共に逮捕され、11月10日にはさらに容疑者3人が逮捕された。
2005年10月22日から2006年4月13日までに、警察はこの金庫破り事件に関連する誘拐事件6件を認知しており、いずれも被害者の親族が身代金を支払った。
2006年8月1日、ブラジル当局はリオグランデ・ド・ノルテ州ナタール市内の家屋に17.8万レアルが埋められていたのを発見した。
トンネル内でプリペイド電話カードが発見された。連邦警察はそれに関連する携帯電話を見つけて、それを盗聴した。2006年9月1日、警察は「Operação Facção Toupeira(モグラ一派作戦)」と名付けられた特殊作戦を開始し、首謀者1人を含む金庫破りに関与した容疑者43人を逮捕し、現金275,100ドルを回収した。
2006年10月3日、サンパウロの貧民街で別の容疑者エヴァンドロ・ホセ・ダス・ネヴェスの遺体が発見された。
2007年1月28日、もう一人の首謀者マルシオ・ラファエル・ピエールがサンパウロで逮捕された。4月19日、またもサンパウロで容疑者のエドソン・ペレイラ・デ・ケイロスが逮捕された。
これまでのところ、捜査当局が回収したのは約2000万レアルに過ぎない。